# 財田大野村
財田大野村（さいたおおのむら）は、香川県三豊郡にあった村。

## 地理
- 財田川

## 歴史
- 1890年2月15日 - 町村制施行に伴い、三野郡財田西村（さいたにしむら）、大野村（おおのむら）が合併し、財田大野村が発足。
- 1899年4月1日 - 三野郡が豊田郡と合併し、三豊郡となる。
- 1955年4月1日 - 辻村・河内村・神田村と新設合併し、山本村が発足。同日付で財田大野村が廃止。